# گئورگ آبوویان
گئورگ کاراپتی آبوویان (ارمنی: Գևորգ Կարապետի Աբովյան؛ انگلیسی: Gevorg Abovian زادهٔ ۲۹ اکتبر ۱۸۳۷ - درگذشته ۱۸۶۶) موسیقی‌شناس، کارشناس علوم پرورشی و چهره تئاتری اهل ارمنستان بود.

## زندگی‌نامه
وی در ۲۹ اکتبر ۱۸۳۷ در روستای اودزون به دنیا آمد و از مدرسه نرسیسیان (۱۸۴۷) و کالج لازاریان (انستیتو زبان‌های شرقی لازاریان) (۱۸۵۴-۱۸۴۹) فارغ‌التحصیل گشت. وی در مدرسه نرسیسیان (۱۸۵۸) فعالیت می‌کرد.  وی در ۱۸۶۶ در سن ۲۹ سالگی ناپدید شد و تاریخ درگذشت وی نامعلوم است.

## یادداشت
1. ↑  թատերական գործիչ
2. ↑  մանկավարժ
3. ↑  Lazarev Institute of Oriental Languages